# Ostatnie polowanie (film 1992)
Ostatnie polowanie (tytuł oryginalny: Gjuetia e fundit) – albański film fabularny z roku 1992 w reżyserii Koço Devole i Pali Kuke.
Film telewizyjny.
W groteskowej formie film przedstawia zniewolenie człowieka przez dyktaturę komunistyczną. Jedna z komórek partii organizuje polowanie dla członków Biura Politycznego partii. Grupa śpiewaków operowych ma za zadanie imitować w czasie polowania głosy zwierząt.

## Obsada
- Koço Devole jako Sillo
- Vasillaq Vangjeli jako Komendant
- Agim Bajko jako Granit Borica
- Skënder Sallaku jako Muçi
- Mehdi Malkaj jako Braho
- Mariana Kondi jako Nafija
- Sejfulla Myftari
- Xhevahir Zeneli
- Arben Shaka